# Bactris gasipaes
Bactris gasipaes es una fruta de la familia de las arecáceas (de las palmeras). Se le conoce de forma común como pejibaye, pupuña, pipire, pijuayo, pixbae, chontaduro, cachipay, pifá, pibá, chima, cachipay, chonta o tembe.

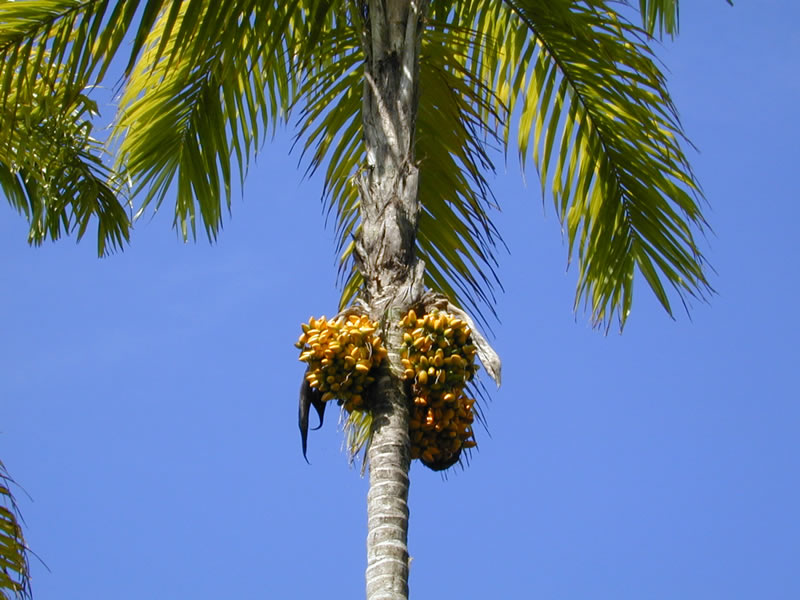
Frutos

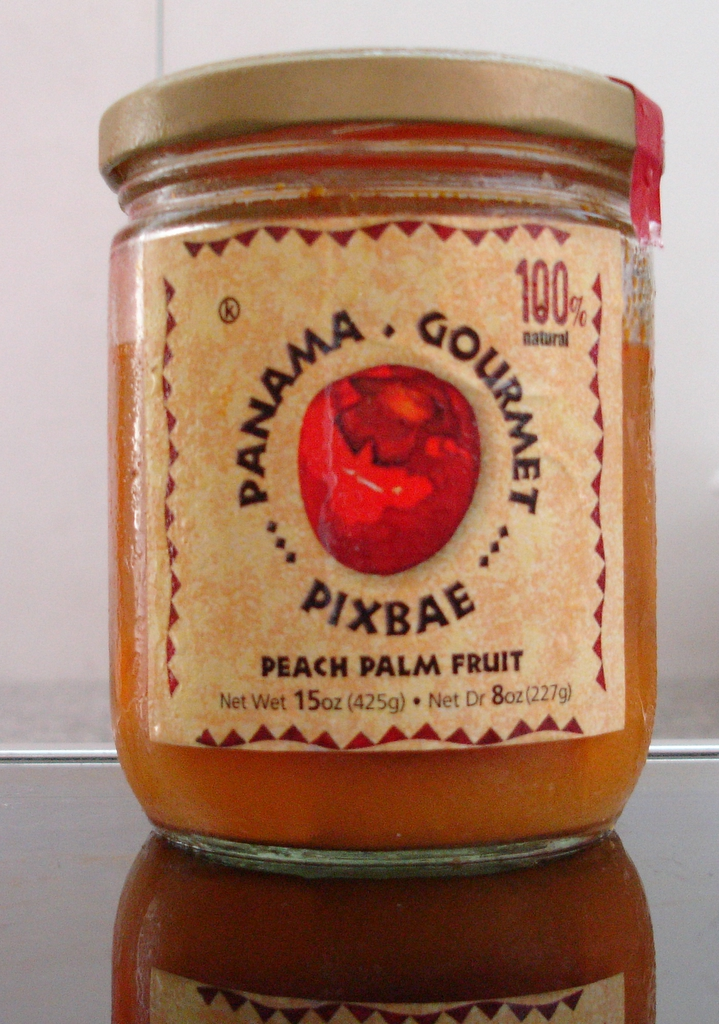
Producto comercial enlatado en Panamá

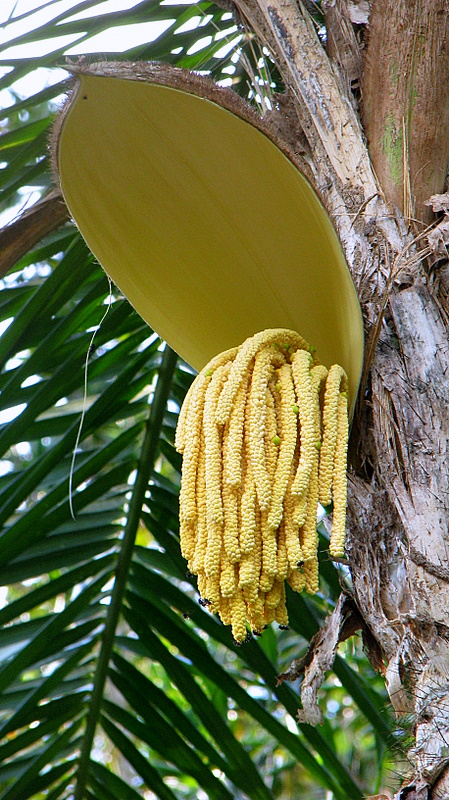
Inflorescencia

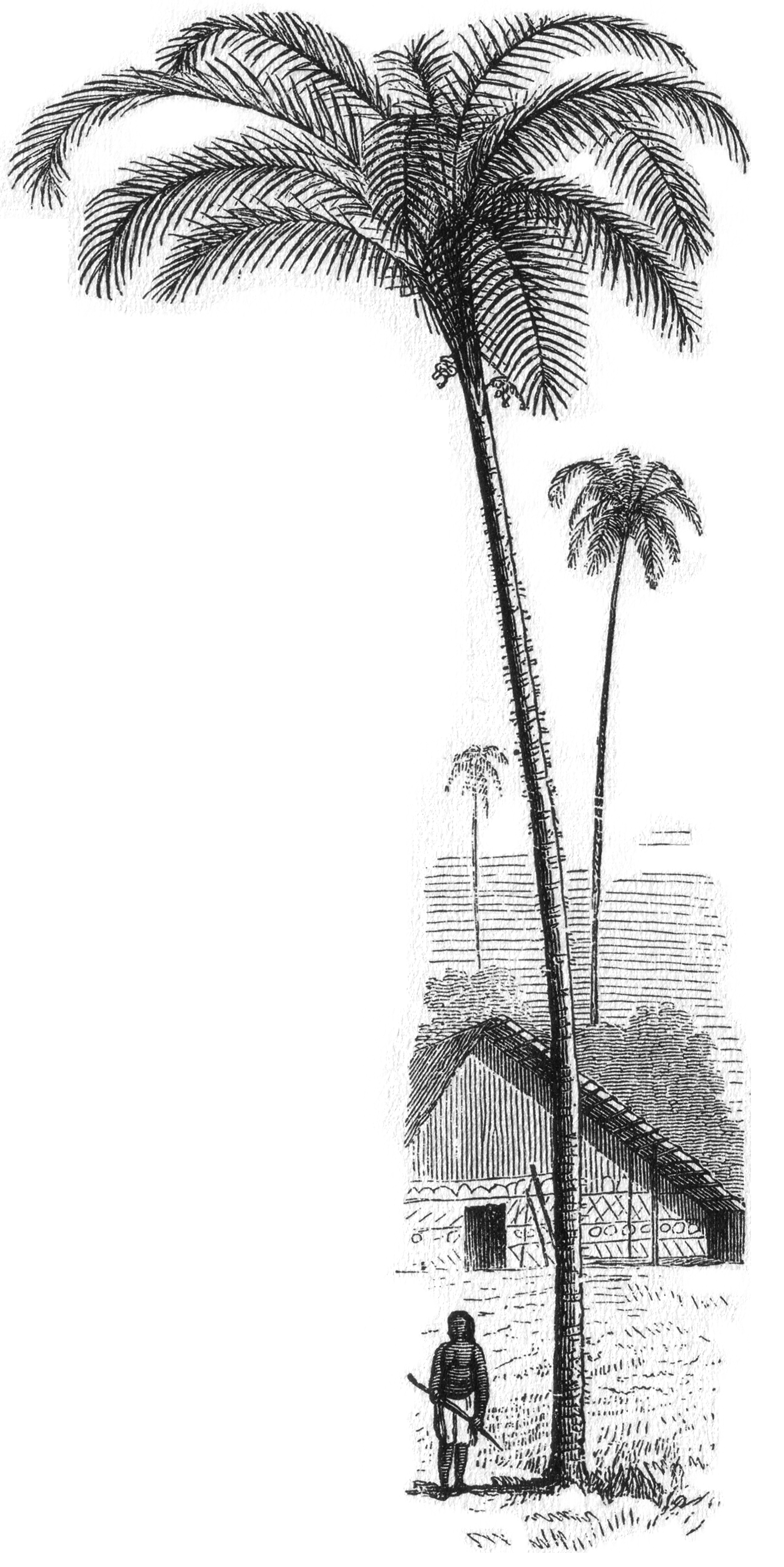
Ilustración

## Descripción
La planta llega a medir hasta 20 metros de alto, es nativa de las regiones tropicales y subtropicales de América. Se aprovecha su fruto, una drupa de gran valor alimentario, su madera y el cogollo tierno, que se cosecha para extraer palmito.

## Distribución

### Bolivia
Se conoce también como chota o tembe y se consume cocido como aperitivo.

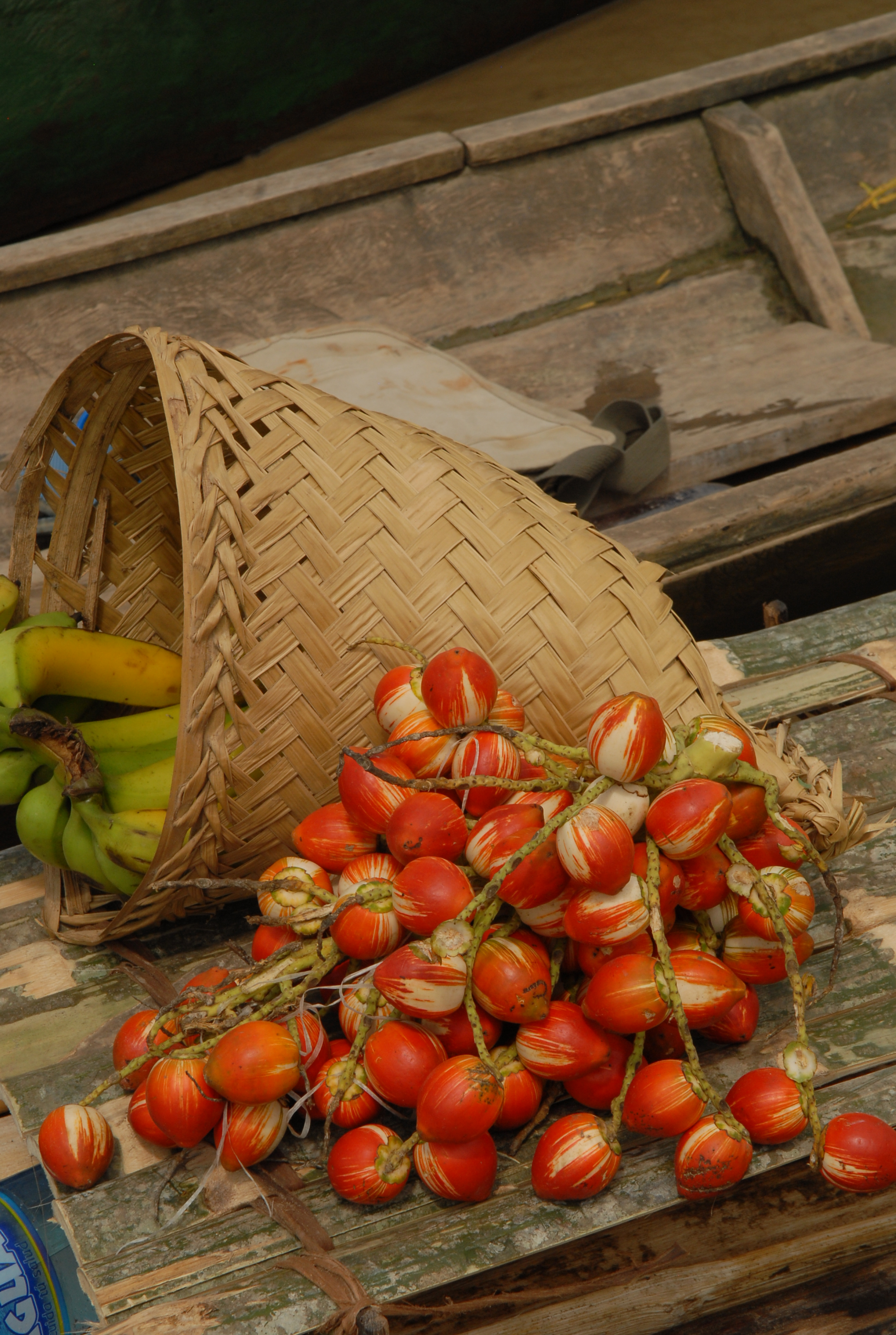
Chonta recién cosechada.

### Colombia
Se le conoce como chontaduro en el occidente, y como cachipay en la cordillera oriental. Es un producto muy tradicional de la región occidental del país, pues se siembra principalmente en la costa del Pacífica. El Tambo, en el departamento del Cauca, es el mayor productor de chontaduro en el país. Las temporadas de cosecha son, la primera entre enero y mayo, y la segunda entre agosto y noviembre. En la primera cosecha del año 2005 la región aportó unas seis mil toneladas, equivalentes al 50% de la producción nacional de chontaduro. En Cali se considera uno de sus principales productos gastronómicos. Generalmente se come o se consume con sal y miel. En el Valle del Cauca se realiza el Festival del Chontaduro desde noviembre de 2021.

### Costa Rica
Tradicionalmente se cuecen en agua hirviendo o en consomé de pollo y hueso jarrete, son muy gustados en todo el país con mayonesa (principalmente) o crema agria (conocida como natilla) colocándola en el canal del hueso, y son conocidos como pejibayes. En tiempos de cosecha se comercializan en casi todo el país y se distribuyen en supermercados, ferias del agricultor, en puestos ambulantes y con frecuencia se venden ya cocinados. Existe la Feria Nacional del Pejibaye, en la zona de Tucurrique en la provincia de Cartago, donde se comercializa de muchas maneras, desde harina de pejibaye hasta ceviche, picadillos, helados y licor. También se consume el tradicional platillo costarricense arroz con palmito.

### Ecuador
Este fruto se conoce como chonta y es propio de la Amazonia del país. Los nativos amazónicos y los colonos (inmigrantes de la Sierra) aprecian mucho este producto llamado chonta. De él se obtiene la chicha de chonta, fabricada con panela y agua hervida. Es una bebida que los campesinos sirven en las mingas de siembra del maíz o simplemente consumida como refresco en cada hogar. También se acostumbra, en tiempos de cosecha, servir el producto cocinado en la mesa en vez de yuca o plátano. Las semillas, que son bastante duras, son masticadas por la gente para aprovechar el "coco" que esta posee, o tiradas a los perros y a los cerdos para que su consumo. En el Oriente, las cáscaras de la chonta cocida son usadas como alimento para las gallinas o como abono para sus cultivos. La madera de la chonta sin espinos, por su dureza, es usada como postes de chozas, corrales para cerdos (trojes) o como leña para cocinar e incluso para fabricar lanzas. Las buglas, especie de aves oropéndolas, suelen hacer sus nidos colgantes en las puntas de las hojas jóvenes del tronco espinoso de chonta para poner a sus polluelos a salvo de serpientes y felinos. Cuando el fruto está rojo por la madurez, la gente utiliza largas varas con ganchos de metal o palo para desgajar los racimos maduros. Es usual entonces, aparte del ser humano, que muchas aves y animales terrestres consuman el fruto.
En la costa ecuatoriana también se la prepara con maduro y leche, lo suelen tomar en las mañanas como especie de colada. 

### Panamá
Son muy populares y abundantes en las tierras bajas, se le conoce con los nombres "pifá", "pibá" y  "pixbae"; de la palma se consume el fruto, que se cocina previamente en agua con sal y se expende en tiendas, mercados y kioscos.  En la ciudad de Panamá es popularmente ofrecido por vendedores ambulantes, quienes pregonan su producto por las calles, esquinas y semáforos. Es común consumirlo caliente y con sal.

### Características
B. gasipaes es una palma mono o multicaule, de 7 a 20 metros de altura y estípites de 15 a 20 cm de diámetro, cubiertos de espinas. Presenta 7 a 20 hojas terminales pendientes hacia los lados, con raquis de 1,8 a 3,3 m y pecíolo hasta de 4 dm, pinnadas. La inflorescencia es un racimo de espigas de 8 dm o más de largo, con un pedúnculo liso de 5 o más dm de longitud; el raquis de 3 dm de largo contiene 25 a 50 raquillas de 2-3 dm de largo. Las flores son unisexuales, femeninas o masculinas, de 5  a 8 mm de longitud y color blancoamarillento. Produce racimos con hasta 140 frutos, drupas pulposas de forma globosa u ovoide, de hasta 6 cm de diámetro, con el epicarpo duro y delgado, de color rojo a amarillo, y el mesocarpo almidonoso, a partir de los 3 a 8 años de sembrada.

## Cultivo
Se distribuye desde la Costa Caribe Sur de Nicaragua, hasta Brasil y Bolivia en zonas húmedas no inundables, a menos de 1300 m s. n. m.  Es frecuente encontrarla en la Amazonia. Crece bien en asociaciones, por ejemplo como sombra de café, cacao, árbol de pan y cítricos. Fue plantada desde épocas precolombinas por los indígenas. Hay numerosas variedades incluso sin espinas y una sin semilla.

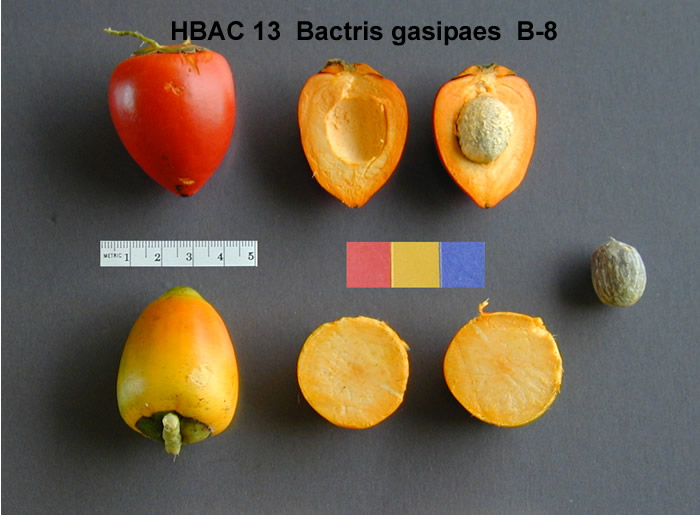
Pejibayes.

El fruto puede comerse fresco o cocinarse en agua con sal 30 a 60 minutos. Puede procesarse para obtener harina y utilizarse en diferentes proporciones en panadería, pastelería y fabricación de fideos, compotas y jaleas. Más de 40 recetas para su preparación y consumo han sido recopiladas.
El chontaduro es uno de los alimentos tropicales de mayor valor nutritivo. Su contenido de 2,5 a 4,8 % de proteína de alta calidad, por el número y la cantidad de aminoácidos esenciales que posee; por su fina grasa, constituida por aceites no saturados y el alto contenido de Beta-Caroteno, fósforo, vitamina A, calcio y hierro, lo hacen uno de los alimentos naturales más completos. También contiene vitaminas B y C. Hay variedades de mayor contenido de aceite, que puede extraerse. Culturalmente se le considera un potente afrodisíaco, aunque no existen estudios científicos que lo comprueben.

## Otros aprovechamientos
Además del fruto son comestibles la flor, el endospermo de la semilla y el palmito (cogollo). Este tiene un contenido de 5 por ciento de proteínas, es apto para la industrialización en conservas. Puede aprovecharse que la palma tiene varios tallos y utilizarse unos mientras se dejan los otros. El fruto de segunda calidad es utilizado como alimento de engorde para ganado vacuno, porcino, aves e incluso peces.
La madera del anillo exterior del tallo es altamente resistente, se usa en construcciones y para fabricar utensilios. En Ecuador es utilizada para la construcción de marimbas de chonta. El colorante verdoso de las hojas se usa en cestería.
En Costa Rica se utilizaba y utiliza todavía hoy en día por los indígenas para fabricar sus arcos y puntas de flechas y  lanzas. Actualmente se usa para fabricar suvenires para los turistas y en mueblería.
En otros usos, la pulpa se ha utilizado para eliminar metales pesados del agua, la madera en chalecos antibalas, los extractos en alimentos funcionales y los desechos en la elaboración de celulosa nanocristalina.

## Taxonomía
Bactris jauari  fue descrita por Carl Sigismund Kunth y publicado en Nova Genera et Species Plantarum (quarto ed.) 1: 302, pl. 700. 1815[1816].
Etimología
Ver: Bactris
jauari: epíteto que es el nombre vulgar latinizado con el cual es conocido en algunas regiones.
Sinonimia
- Bactris ciliata (Ruiz & Pav.) Mart.
- Bactris insignis (Mart.) Baill.
- Bactris speciosa (Mart.) H.Karst.
- Bactris utilis (Oerst.) Benth. & Hook.f. ex Hemsl.
- Guilelma chontaduro Triana
- Guilelma ciliata (Ruiz & Pav.) H.Wendl.
- Guilelma gasipaes (Kunth) L.H.Bailey
- Guilelma insignis Mart.
- Guilelma speciosa Mart.
- Guilelma utilis Oerst.
- Martinezia ciliata Ruiz & Pav.[8][9]

## Nombres comunes
Según el país se conoce como:
- Bolivia: chima, tembe.
- Brasil: pupunha.

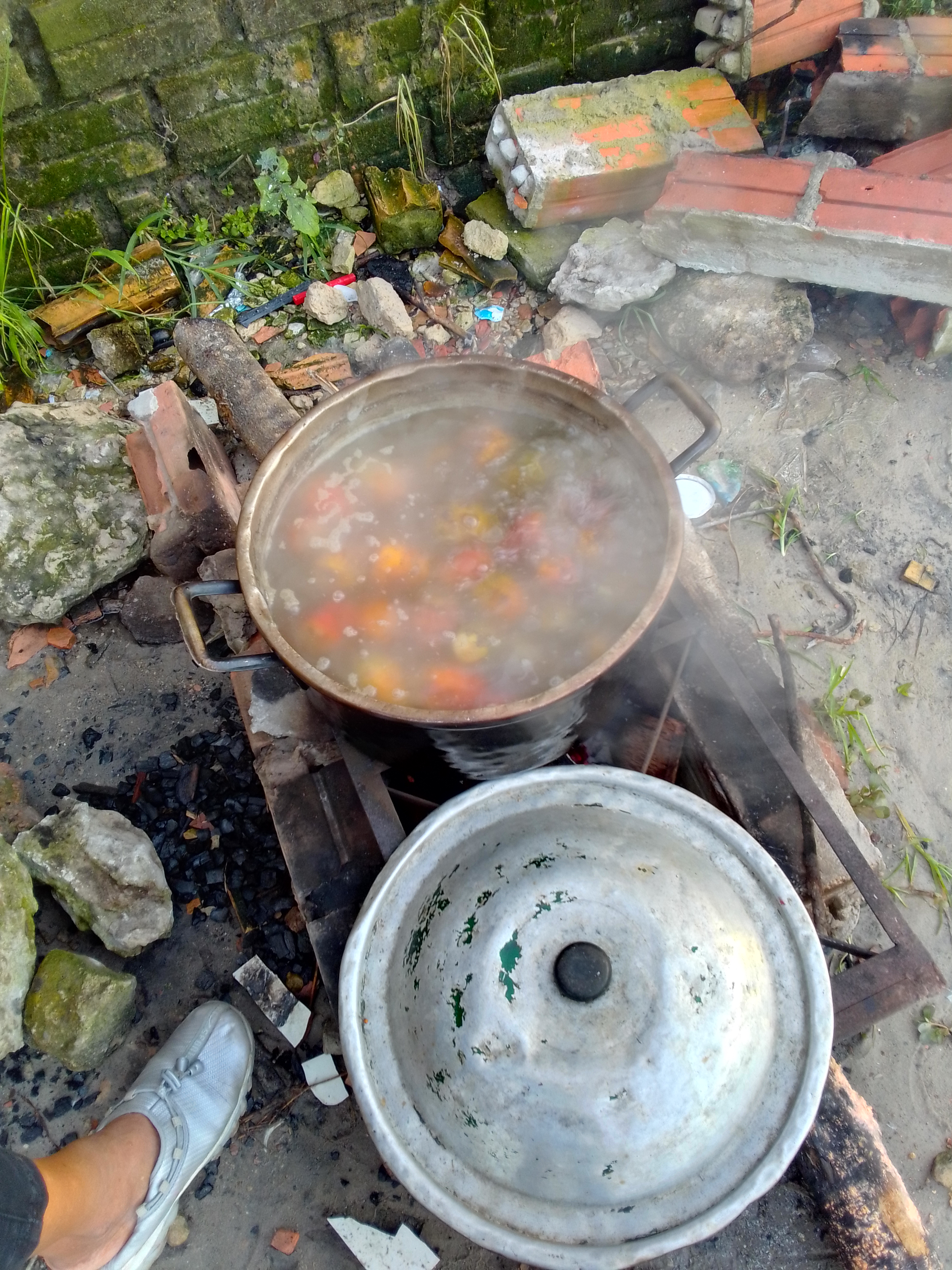
Pijuayo siendo hervido para su consumo en Iquitos (Perú).

- Colombia: chontaduro, cachipay, gachipá, gasipae, jijirri (Llanos Orientales), pifá (Chocó).[11]
- Costa Rica: pejibaye.
- Ecuador: chonta, chontaduro.
- Guatemala: manaco.
- Nicaragua: pijibay.
- Panamá: pibá, pixbae, pifá.
- Perú: chonta,[10] palmito amargo,[10] pijuayo.
- República Dominicana: pejibaye.
- Trinidad y Tobago: peewah.
- Venezuela: pijiguao, acana.